# El cuerpazo del delito
El cuerpazo del delito és una pel·lícula mexicana de 1970 del gènere de comèdia, la qual consta de tres episodis escrits per Raúl Zenteno i dirigits per René Cardona Jr., Rafael Baledón i Sergio Véjar, respectivament.

## Sinopsi

### Primer Episodi: "La Insaciable"
- Direcció: René Cardona Jr.
- Guió: Raúl Zenteno amb diàlegs de Mauricio Kleiff.

El molt conservador Indalecio i Enriqueta, la seva amargada i embarassada esposa, acaben de mudar-se recentment a un departament juntament amb els vuit fills petits de tots dos fins que, un bon dia, ell descobreix des de la finestra del seu bany que Magda, la bella veïna de davant, aprofita les absències del seu marit per rebre a la seva casa a molts homes als qui fa despullar-se, per la qual cosa ara Indalecio se la passa espiant-la dia i nit creient-la que és una ninfòmana, i ell tracta per tots els mitjans d'entaular conversa amb ella i així tenir una aventura extramarital fins que, quan finalment està a casa de Magda, Indalecio aprofita l'ocasió per també llevar-se la roba però, sense voler-ho i per culpa d'un malentès, ell acabarà sofrint la major vergonya de la seva vida.

### Segon Episodi:: "La Rebelde"
- Direcció: Rafael Baledón.
- Guió: Raúl Zenteno amb adaptació d'Adolfo Torres Portillo i Rafael Baledón.

Angélica (Angélica María) és una jove que encara no ha pogut tenir promès perquè el seu excèntric pare, el vidu milionari P.G. (José Gálvez), vol casar-la amb un milionari texà i inventa tota classe de bromes pesades per espantar als seus possibles pretendents fins que, una nit, ella és segrestada per una inexperta banda liderada per "El Dandi" (Maurici Garcés). El pare creu que el rapte és una broma de la seva filla i els seus amics fins que, quan ella li conta al Dandi la infeliç vida que té amb el seu pare, li munten un parany a P.G. perquè ell cancel·li un milió de pesos de rescat i est, al seu torn, omple la bossa amb els diners i una bomba de temps.
Després d'haver pagat el rescat pare i filla circulen per la carretera de retorn a casa quan se'ls acosta el cotxe de la banda de segrestadors i, ara, el Dandi li declara el seu amor a Angélica, amb qui la jove acaba anant-se amb ells mentre que, just abans d'agafar una desviació, "El Dedos" (un altre dels membres de la banda interpretat per Oscar Chavez), acaba llançant-li el maletí al cotxe en marxa de P.G. i, poc després, escoltem una explosió mentre que la parella de nuvis acaba pensant que és una altra més de les tantes bromes del pare d'Angélica.

### Tercer Episodi: " La Seductora"
- Direcció: Sergio Véjar.
- Guió: Raúl Zenteno amb adaptació de Sergio Magaña i Sergio Véjar.

María de Jesús, més coneguda com "Chuchette", és una sexy estafadora qui és amant del toix Tarzán fins que, quan ella farà la compra en un supermercat, coneix Enrique, el tímid i atabalat gerent del local i descobreix que el seu oncle és home molt ric pel que per a poder robar-li els seus diners, a més de seduir al jove, el convenç d'apostar els guanys en jocs d'envit i atzar fins que ella aconsegueix reunir una quantitat suficient per fugir del país amb avió, on coneix a un milionari brasiler, per seguir amb el seu modus vivendi.

## Repartiment

### Primer Episodi: " La Insaciable"
- Silvia Pinal... Magda Bustamante / Enriqueta Prado
- Enrique Rambal... Indalecio Prado
- Tito Junco... Espòs de Magda Bustamante
- Polo Ortín... Enquestador del Cens
- Alejandro Suárez... Carnisser
- Carolina Barret... Carola
- Carlos Cardán... Home a la cafeteria
- José Loza... Sacerdot
- Luis Aragón... Lic. Alvarado (Actuació especial)
- Eduardo Alcaraz… Dr. Jimenez
- Emma Arvizu

### Segon Episodi: "La Rebelde"
- Mauricio Garcés... "Dandy"
- Angélica María... Angélica
- José Gálvez... P.G.
- Óscar Chávez... "Dedos"
- Roberto Gómez Bolaños... "Goliat"
- Ramón Valdés... "Gordo"

### Tercer Episodi: " La Seductora"
- Elsa Aguirre... "Chuchette"
- Fernando Luján... Enrique
- Roberto Cañedo... Tío de Enrique
- Gregorio Casal... Tarzán
- Alejandra Meyer... Lila
- Carlos Nieto